# 滝川太郎
滝川 太郎（たきがわ たろう、1903年3月25日 - 1970年12月21日）は、日本の絵画鑑定家、画家である。
長野県松本市に生まれる。太平洋画会研究所に学び、石井柏亭に師事する。文化学院図書館に勤め、『国民美術』の編集に携わった。はじめ二科会に属していたが、一水会設立とともに、同会を主な活動場所とした。

## 贋作の製作者として
滝川は西洋絵画の贋作を大量に製作した人物として知られている。もともと彼は絵画を中心とした西洋美術をパリで買い付けて日本に持ち込むという画商業を営んでいたが、同時に鑑定家としての知識を流用して多数の西洋絵画の贋作を作成した。
1962年（昭和37年）5月12日、神奈川県川崎市のさいか屋百貨店の「西洋美術展」において、ルノワールの『少女』が盗難にあったことを発端とし、1968年（昭和43年）、芸術新潮による大々的な「滝川贋作」の糾弾報道によって、贋作事件が明らかになった。
1969年（昭和44年）、本人が逗子にて田中穣のインタビューに応じ、200点をはるかに超える西洋絵画の贋作を製作したと告白した。
画家としての滝川作品も数多く、各地の美術館や画廊で現在も見ることができる。その多くは印象派的で牧歌的な風景作品が中心である。